# Songthela mangshan
Espèce
Synonymes
- Heptathela mangshan Yin, 2001

Songthela mangshan est une espèce d'araignées mésothèles de la famille des Liphistiidae.

## Distribution
Cette espèce est endémique du Hunan en Chine,. Elle se rencontre dans le xian de Yizhang.

## Description
Le mâle holotype mesure 8,50 mm.

## Systématique et taxinomie
Cette espèce a été décrite sous le protonyme Heptathela mangshan par Bao, Yin et Xu en 2003. Elle est placée dans le genre Songthela par Xu, Liu, Chen, Ono, Li et Kuntner en 2015.

## Étymologie
Son nom d'espèce lui a été donné en référence au lieu de sa découverte, le mont Mang.

## Publication originale
- Bao, Yin & Xu, 2003 : « A new species of the genus Heptathela from China (Araneae, Liphistiidae). » Acta Zootaxonomica Sinica, vol. 28, no 3, p. 459-460.